# Zmarli w roku 1952
Lista osób zmarłych w 1952:

## styczeń 1952
- 11 stycznia – Jean de Lattre de Tassigny, francuski wojskowy (ur. 1889)
- 28 stycznia – Olimpia Bida, józefitka, błogosławiona katolicka (ur. 1903)

## luty 1952
- 4 lutego – Ludwika Wiktoria Orleańska, francuska arystokratka, księżna Bawarii (ur. 1869)
- 6 lutego – Jerzy VI, król Zjednoczonego Królestwa Wielkiej Brytanii i Irlandii Północnej (ur. 1895)
- 17 lutego – Edvige Carboni, włoska mistyczka, stygmatyczka (ur. 1880)
- 19 lutego – Knut Hamsun, norweski pisarz, laureat Nagrody Nobla (ur. 1859)
- 24 lutego – Tadeusz Vetulani, polski biolog, zootechnik (ur. 1897)
- 25 lutego – Stanisław Mierczyński, polski etnograf muzyczny, kompozytor, skrzypek, taternik (ur. 1894)
- 28 lutego:
  - Albert Forster, niemiecki zbrodniarz wojenny, namiestnik Okręgu Rzeszy Gdańsk-Prusy Zachodnie (ur. 1902)
  - Tomasz Wiński, kapitan taborów Wojska Polskiego, kawaler Orderu Virtuti Militari (ur. 1893)

## marzec 1952
- 6 marca – Jürgen Stroop, nazista, dowódca akcji zniszczenia warszawskiego getta (ur. 1895)
- 7 marca – Paramahansa Jogananda (dewanagari परमहंस योगानन्द, ang. Paramahansa Yogananda), indyjski jogin, mistrz duchowy (ur. 1893)
- 9 marca – Aleksandra Kołłontaj (ros. Алекса́ндра Миха́йловна Коллонта́й), rosyjska rewolucjonistka (ur. 1872)
- 31 marca – Walter Schellenberg, wyższy funkcjonariusz SS, szef wywiadu Sicherheitsdienst (ur. 1910)

## kwiecień 1952
- 1 kwietnia – Ferenc Molnár, węgierski pisarz (ur. 1878)
- 2 kwietnia – Bernard Lyot, francuski astronom (ur. 1897)
- 19 kwietnia – James Lee Peters, amerykański ornitolog (ur. 1889)
- 20 kwietnia – Václav Zachoval, czeski taternik i instruktor taternictwa (ur. 1912)
- 27 kwietnia – Kazimierz Gołba, prozaik i dramatopisarz polski (ur. 1904)

## maj 1952
- 30 maja – Andrej Kavuljak, słowacki leśnik i historyk, związany z Orawą (ur. 1885)

## czerwiec 1952
- 1 czerwca – John Dewey, amerykański filozof, pedagog (ur. 1859)
- 13 czerwca – Andreas Brecke, norweski żeglarz, medalista olimpijski (ur. 1879)
- 15 czerwca – Krystyna Skarbek, agentka brytyjskiej tajnej służby SOE (ur. 1908)
- 17 czerwca – Jerzy Rygier, polski aktor i reżyser (ur. 1887)
- 24 czerwca – Lodewijk Mortelmans, flamandzki kompozytor, dyrygent i pedagog (ur. 1868)

## lipiec 1952
- 4 lipca – Jan Kucharzewski, historyk, prawnik, polityk, premier Królestwa Polskiego (ur. 1876)
- 26 lipca – Eva Perón, argentyńska działaczka związkowa, żona dyktatora, generała Juana Peróna (ur. 1919)
- 31 lipca – Waldemar Bonsels, niemiecki pisarz (ur. 1881)

## sierpień 1952
- 17 sierpnia – Dick Bergström, szwedzki żeglarz, medalista olimpijski (ur. 1886)
- 18 sierpnia – Albert Hurtado Cruchaga, chilijski jezuita, święty katolicki (ur. 1901)
- 20 sierpnia – Kurt Schumacher, niemiecki działacz socjalistyczny (ur. 1895)
- 28 sierpnia – Laurencja Garasimiw, józefitka, błogosławiona katolicka (ur. 1911)
- 29 sierpnia – Eufrazja od Najświętszego Serca Jezusa, hinduska zakonnica, święta katolicka (ur. 1877)

## wrzesień 1952
- 2 września – Iwan Feszczenko-Czopiwski, ukraiński inżynier metaloznawca i metalurg działający w Polsce, profesor AGH w Krakowie (ur. 1884)
- 4 września – Józef Węgrzyn, polski aktor filmowy i teatralny (ur. 1884)
- 11 września – Kazimierz Lasocki, polski malarz  (ur. 1871)
- 15 września – Paweł Manna, włoski duchowny katolicki, założyciel Papieskiej Unii Misyjnej, misjonarz, błogosławiony (ur. 1872)
- 16 września – Erik Lindén, szwedzki żeglarz, olimpijczyk (ur. 1880)
- 26 września – George Santayana, amerykański (choć przez całe życie miał obywatelstwo hiszpańskie) pisarz i filozof (ur. 1863)

## październik 1952
- 22 października – Ernst Rüdin, szwajcarski psychiatra, genetyk i eugenik (ur. 1874)
- 26 października:
  - Romuald Gumiński, polski klimatolog, wykładowca akademicki (ur. 1896)
  - Jan Koelichen, polski pułkownik lekarz, neurolog (ur. 1871)
  - Myrtle McAteer, amerykańska tenisistka (ur. 1878)
  - Hattie McDaniel, amerykańska aktorka, piosenkarka (ur. 1895)
  - Enrique Romero-Nieves, amerykański starszy szeregowy pochodzenia portorykańskiego (ur. ?)
  - Henri Rouvière, francuski lekarz, anatom, wykładowca akademicki (ur. 1876)
- 31 października – Benedykt Hertz, polski pisarz, satyryk i dziennikarz (ur. 1872)

## listopad 1952
- 1 listopada – Dixie Lee, amerykańska aktorka, tancerka i piosenkarka (ur. 1909)
- 8 listopada – Gino Fano, włoski matematyk (ur. 1871)
- 9 listopada – Chaim Weizman (hebr. חיים עזריאל ויצמן), pierwszy prezydent państwa Izrael (ur. 1874)
- 11 listopada:
  - Eugeniusz Bosiłkow, bułgarski biskup katolicki, męczennik, błogosławiony (ur. 1900)
  - Paweł Dżidżow, bułgarski duchowny katolicki, męczennik, błogosławiony (ur. 1919)
  - Jozafat Sziszkow, bułgarski asumpcjonista, męczennik, błogosławiony katolicki (ur. 1884)
  - Kamen Wiczew, bułgarski asumpcjonista, męczennik, błogosławiony katolicki (ur. 1893)
- 18 listopada – Paul Éluard, francuski poeta (ur. 1895)
- 26 listopada – Sven Hedin, szwedzki geograf, podróżnik (ur. 1865)

## grudzień 1952
- 3 grudnia – Marian Orlik, polski wojskowy, podpułkownik, awansowany pośmiertnie do stopnia generała brygady (ur. 1916)
- 6 grudnia – Jan Scheffler, rumuński biskup katolicki, błogosławiony (ur. 1887)
- 12 grudnia – Bedřich Hrozný, czeski orientalista i lingwista (ur. 1879)
- 13 grudnia – Andrzej Czarniak, polski architekt i narciarz (ur. 1900)
- 18 grudnia – Pelagia Kowalczykowa, polska działaczka oświatowa i narodowa (ur. 1880)[1]
- 26 grudnia – Władysław Strzemiński, polski malarz, teoretyk sztuki, pedagog (ur. 1893)
- 27 grudnia:
  - Adam Mikołajewski, polski aktor (ur. 1899)
  - Henri Winkelman, holenderski generał (ur. 1876)
- 28 grudnia – Aleksandra Meklemburska (duń. Alexandrine af Mecklenburg-Schwerin), królowa Danii (ur. 1879)
- data dzienna nieznana: 
  - Hugh Ford, amerykański reżyser filmowy i teatralny oraz producent (ur. 1868)
  - Barney Solomon, brytyjski rugbysta, medalista olimpijski (ur. 1883)